# Albino Verlag
Der Albino Verlag war ein 1981 gegründetes Verlagshaus mit Sitz in Berlin. Er bestand bis 1989, danach wurde er von 1992 bis 1999 und erneut seit 2015 als Imprint des Bruno Gmünder Verlags weitergeführt. Seit dessen Übernahme durch Salzgeber Medien ist Albino eine der drei Marken der Salzgeber Buchverlage.

## Geschichte
Der Verlag wurde 1981 von Gerhard Hoffmann (* 1946) und Peter Schmittinger gegründet. Gerhard Hoffmann hatte mit seinem Freund Reinhard von der Marwitz (1946–1995) und Thomas Derra bereits 1975 die Schwuchtel, Deutschlands erste politische Schwulenzeitung, und 1977 mit dem Café Anderes Ufer in der Hauptstraße in Berlin-Schöneberg das erste offene Lesben- und Schwulencafé Deutschlands gegründet. Das Verlagsprogramm unterschied sich von anderen schwulen Kleinverlagen der Zeit durch den Fokus auf deutsche Erstausgaben renommierter internationaler Autoren. Joachim Bartholomae, Geschäftsführer des Hamburger Männerschwarm Verlags, ordnete den Verlag so ein: „Albino war ohne Frage der schickste schwule Verlag der 80er Jahre; hier ging es zudem nicht um Bewegung oder Politik, sondern um Literatur.“
Als erstes Buch erschien 1982 die deutsche Erstausgabe von Jean Cocteaus Das Weißbuch in der Übersetzung von Karsten Witte. Nach Die Potenzklinik von Edward Field und Neil Derrick (unter dem gemeinsamen Pseudonym „Bruce Elliot“), der sich zu einem der Bestseller des Verlags entwickelte, folgten unter anderem Werke von James Purdy (Enge Räume und Die Millionärin auf der Wendeltreppe kannibalischer Beziehungen), Copi (Die Schlange von New York und Krieg der Samba) und Christopher Isherwood (Mr. Norris steigt um und Bekannte Gesichter sowie eine überarbeitete Fassung der 1964 erstmals veröffentlichten Übersetzung von Der Einzelgänger). Zum Programm gehörten aber auch eine deutsche Übersetzung von Ihara Saikakus Liebesgeschichten der Samurai, zwei Zarah-Leander-Biografien von Paul Seiler, die Elvis-Biografie des RIAS-Moderators Barry Graves und ein Ingrid-Caven-Liederbuch. Als einer der letzten Titel des Verlags erschien 1988 Ein Mann für alle von Phil Andros, der damit dem deutschen Publikum erstmals in Buchform vorgestellt wurde.
Nachdem es Ende der 1980er Jahre zunächst zu einer kurzen Kooperation mit dem ebenfalls in Berlin ansässigen Verlag Rosa Winkel gekommen war, verkaufte Gerhard Hoffmann den Verlag schließlich 1992 an Bruno Gmünder. Dort wurde Albino, weiterhin unter Hoffmanns Herausgeberschaft, als Imprint fortgeführt. Unter dem Gmünder-Imprint erschienen, neben zwei weiteren Romanen von James Purdy (Der Gesang des Blutes und Die Preisgabe) und sogar sieben weiteren Titeln von Phil Andros, dessen Gesamtwerk damit in deutscher Übersetzung vorlag, unter anderem Werke von Alfred Chester (Die Sehnsucht der Menschenfresser), Felice Picano (Der Köder), Robin Maugham (Ort der Versuchung), James Robert Baker (Sexrebellen), Matthew Rettenmund (Boy culture) und Christos Tsiolkas (Unter Strom).
Nach dem Tod von Reinhard von der Marwitz verkaufte Gerhard Hoffmann zunächst das Andere Ufer und gab dann auch die Aktivitäten als Herausgeber auf. Bis zur Einstellung der Publikationen im Jahr 1999 waren beim Verlag bzw. Imprint Albino insgesamt fast 40 Titel erschienen.
Im Jahr 2015 wurde das Imprint Albino Verlag vom Bruno Gmünder Verlag wiederbelebt, nachdem dieser im Mai 2014 Insolvenz angemeldet hatte und im November 2014 durch den Gründer zurückgekauft worden war. Der neue Albino Verlag sieht sich in der Tradition des Vorgängerhauses. Das Programm startete im Juli 2015 mit der deutschen Erstausgabe von Edmund Whites autobiografischem Roman City Boy. Mein Leben in New York in einer Übersetzung von Joachim Bartholomae. Zum weiteren Programm im Jahr 2015 gehörten neben Neuerscheinungen von Brent Meersman und „Julian Mars“ (Pseudonym) auch Neuauflagen von Alan Hollinghursts Die Schwimmbad-Bibliothek und James Purdys Der Gesang des Blutes.
Seit dem Sommer 2017 gehört Albino zur Salzgeber Buchverlage GmbH.